# Lettlands post
Lettlands post (lettiska: Latvijas Pasts är Lettlands statligt ägda postföretag. Det grundades den 2 januari 1992. Det har omkring 600 postkontor 2018.

## Historik
Lettlands post har sina rötter i 1600-talet efter Sveriges erövrande av Livland 1625. För Sverige var det då, i rådande krigssituation i Europa, av stor betydelse att upprätthålla postbefordran till och från de baltiska provinserna. Livland införlivades i det svenska rikets postsystem genom ett edikt av drottning Kristina den 6 september 1638.
År 1625 utsågs boktryckaren Jakob Becker (död 1672/73) från Riga till postmästare för Livland och Preussen, och 1632 utvidgades koncessionen till att omfatta också Estland. År 1631 tog Becker över tryckeriverkstaden på Tartus universitet. Jakob Becker tryckte i Tartu i september 1632 informationsnotisen "Post Ordnung", som reglerade postbefordran i Livland och Kurland. Den anger postens ankomst till och avgång från Riga post samt tariffer. 
Till en början var posttjänsten en privat verksamhet tillhörande postmästaren, vilken också fick ett årligt finansiellt tillskott av Rigas stads styrelse och av Livlands guvernör. År 1644 förbands den med det Stockholmsbaserade Postverkets rutter i Finland.
År 1685 initierade hertigen av Kurland Fredrik Kasimir Kettler en egen posttjänst och begärde att de svenska myndigheterna skulle upphöra med sin posttjänst i Kurland, men kung Karl XI nonchalerade.